# 원익QnC
원익QnC(Wonik QnC Corp.)는 대한민국의 쿼츠 기업이다. 사명인 Q는 quartz (쿼츠), C는 ceramic(세라믹)을 뜻한다. 원익그룹의 계열사로 본사는 경상북도 구미시 산동읍 5공단3로 14에 위치해 있으며 대표이사는 임창빈이다.

## 역사
2020년 미국 모멘티브사로부터 인수한 쿼츠 사업 부문을 인수하였다
2022년 말 일본의 석영도가니 제조업체인 쿠어스를 인수하였다 외국인 지분율은 5.88%이다

## 같이 보기
- 원익그룹

## 참고문헌
1. ↑  이동주, SK증권 리서치센터 기업분석보고서-원익QnC, 2024년 1월 24일
2. ↑  최수지, 하나증권 기업분석보고서-원익QnC, 2023년 3월 9일
3. ↑  오강호, 신한투자증권 기업분석보고서-원익QnC, 2023년 12월 6일